# Мішкинський район (Башкортостан)
Мі́шкинський район (рос. Мишкинский район, башк. Мишкә районы) — адміністративна одиниця Республіки Башкортостан Російської Федерації.
Адміністративний центр — село Мішкино.

## Населення
Населення району становить 22601 особа (2019, 25318 у 2010, 27099 у 2002).

## Адміністративний поділ
До складу району входять 14 сільських поселень:
| Поселення                        | Площа, км² | Населення, осіб (2002) | Населення, осіб (2010) | Населення, осіб (2019) | Центр           | Населені пункти |
| -------------------------------- | ---------- | ---------------------- | ---------------------- | ---------------------- | --------------- | --------------- |
| Акбулатовська сільська рада      | 75,99      | 1141                   | 1059                   | 953                    | Новоакбулатово  | 4               |
| Баймурзинська сільська рада      | 87,47      | 1810                   | 1676                   | 1418                   | Баймурзино      | 8               |
| Большесухоязовська сільська рада | 63,68      | 1769                   | 1647                   | 1405                   | Большесухоязово | 3               |
| Великошадинська сільська рада    | 141,97     | 1363                   | 1140                   | 877                    | Великі Шади     | 6               |
| Ірсаєвська сільська рада         | 76,06      | 1901                   | 1827                   | 1645                   | Ірсаєво         | 5               |
| Кайраковська сільська рада       | 92,31      | 1951                   | 1956                   | 1595                   | Кайраково       | 5               |
| Камеєвська сільська рада         | 122,81     | 1533                   | 1266                   | 1043                   | Камеєво         | 7               |
| Мавлютовська сільська рада       | 124,22     | 1078                   | 795                    | 599                    | Татарбаєво      | 5               |
| Мішкинська сільська рада         | 253,42     | 7310                   | 7381                   | 7644                   | Мішкино         | 8               |
| Новотроїцька сільська рада       | 160,71     | 1346                   | 1233                   | 1008                   | Новотроїцьке    | 6               |
| Староарзаматовська сільська рада | 224,11     | 1453                   | 1329                   | 1147                   | Малонакаряково  | 5               |
| Тинбаєвська сільська рада        | 76,46      | 1681                   | 1425                   | 1083                   | Тинбаєво        | 5               |
| Ур'ядинська сільська рада        | 111,46     | 1063                   | 926                    | 753                    | Ур'яди          | 5               |
| Чураєвська сільська рада         | 78,44      | 1700                   | 1658                   | 1431                   | Чураєво         | 5               |

## Найбільші населені пункти
| №  | Населений пункт | Населення, осіб (2002) | Населення, осіб (2010) |
| -- | --------------- | ---------------------- | ---------------------- |
| 1  | Мішкино         | 5 797                  | 6 021                  |
| 2  | Чураєво         | 971                    | 984                    |
| 3  | Камеєво         | 778                    | 693                    |
| 4  | Сосновка        | 633                    | 615                    |
| 5  | Большесухоязово | 702                    | 604                    |
| 6  | Баймурзино      | 579                    | 587                    |
| 7  | Кайраково       | 571                    | 585                    |
| 8  | Староарзаматово | 559                    | 570                    |
| 9  | Каргино         | 540                    | 556                    |
| 10 | Великі Шади     | 626                    | 533                    |

## Відомі особистості
У районі народився:
- Ібулаєв Георгій Ібулайович (* 1940) — башкирський історик.